# 雲紋樸麗魚
雲紋樸麗魚，為輻鰭魚綱鱸形目隆頭魚亞目慈鯛科的其中一種，被IUCN列為易危保育類動物，分布於非洲維多利亞湖、愛德華湖、喬治湖、Kyoga湖及Nabugabo湖等流域，體長可達9.3公分，棲息在沿岸植被生長的淺水域，屬雜食性，生活習性不明。

## 擴展閱讀
維基物種上的相關：雲紋樸麗魚